# متلازمة رين
متلازمة رين (RNS)، وتسمى أيضًا خلل التنسج العظمي، هي اضطراب خلقي وراثي جسمي نادر يتميز بشذوذ في الوجه، بالإضافة إلى صغر الرأس، وانخفاض الأذنين بشكل ملحوظ، وهشاشة العظام، والحنجرة المشقوقة، وفرط هشاشة اللثة، والأنف الهابط، وبروز العين. ويعتبر مرض قاتل ، ويؤدي عادة إلى الوفاة في غضون ساعات قليلة من الولادة.ومع ذلك ،يصف تقرير حديث دراستين عاش فيهما الأطفال المصابون بمتلازمة راين إلى عمر 8 سنوات و 11 سنة، لذا يُقترح حاليًا أن هناك تعبيرًا أكثر اعتدالًا يمكن أن يتخذه النمط الظاهري.

## علم الوراثة
يبدو أن متلازمة راين هي صفة وراثية جسدية متنحية. وهناك تقارير عن تكرار الإصابة في الأطفال المولودين من نفس الوالدين، ويزداد حدوث ذلك في الأطفال الذين لهم صلة وثيقة بأبوين متشابهين وراثيًا. كان الأفراد المصابون بمتلازمة رين إما متجانسين أو متغاير الزيجوت المركب لطفرة FAM20C. ولوحظ أيضًا حدوث طفرة غير متزامنة وتغيرات في مواقع القطع .
FAM20C، الموجود على الكروموسوم 7p2.3، هو جزيء مهم في نمو العظام. حيث أظهرت الدراسات التي أجريت على الفئران أهميتها في تمعدن العظام في الأسنان في مراحل النمو المبكرة (OMIM, Simpson et al. 2007, Wang et al. 2010). ويرمز FAM20C إلى "الأسرة بالتتابع المتتالي 20 ، العضو C. ويشار إليه عادة أيضا باسم DMP-4. وهو عبارة عن كيس غلوجي مخصب من الكيناز وسيرين خارج الخلايا/ثلاثي البروتين كيناز.

## الابحاث
يصف البحث الحالي متلازمة رين على أنها خلل التنسج العظمي لحديثي الولادة، والتي تشير إليها أعراض تصلب العظام التي تظهر في أولئك الذين يعانون من هذا المرض .وقد وجد أن طفرة في الجين FAM20C هي سبب النمط الظاهري لمتلازمة رين. هذا التحول في الإكمال الصغير يؤدي إلى ترتيب كروموسوم 7 بشكل غير عادي. وتشير الأنماط الظاهرية الأكثر اعتدالًا لمتلازمة رين، مثل تلك الموضحة في تقرير سيمبسون لعام 2007، إلى أن متلازمة رين الناتجة عن طفرات الخطأ قد لا تكون قاتلة مثل الطفراتا لطفرات الأخرى الموصوفة (OMIM). ويدعم ذلك النتائج التي توصل إليها فرادين وآخرون (2011). الذي أبلغ عن الأطفال الذين يعانون من طفرات خاطئة ل FAM20C وعاشوا لأعمار 1 و 4 سنوات، أطول نسبيًا من فترات حياة الأطفال المبلغ عنها سابقًا. يشير تقرير Simpson et al (2007) إلى أنه حتى الآن، كان لدى الأفراد المتأثرين تشريح الكروموسوم 7 أحادي الوالدين وحذف صغير تيلومري 7 كان لديهم ترتيبات غير طبيعية لكروموسوم رقم 7، مع حذف دقيق لعلامات D7S2477 وعلامات (Simpson 2007) D7S1484 .

## التاريخ
تم تمييزه لأول مرة في عام 1989 في تقرير نُشر عن رضيع وُلد بمتلازمة غير معروفة، والتي أصبحت تسمى فيما بعد متلازمة رين.